# Нурдэйде Йохансен, Мортен
Мо́ртен Нурдэ́йде Йо́хансен (норв. Morten Nordeide Johansen; 26 сентября 1951, Осло) — норвежский саночник, выступал за сборную Норвегии в середине 1970-х годов. Участник зимних Олимпийских игр в Инсбруке, двукратный чемпион национального первенства, участник многих международных турниров.

## Биография
Мортен Нурдэйде Йохансен родился 26 сентября 1951 года в Осло. Активно заниматься санным спортом начал с юных лет, проходил подготовку в столичном спортивном клубе «Акефорениге». Первого серьёзного успеха в этой дисциплине добился в 1972 году, когда стал чемпионом Норвегии среди одноместных саней. Четыре года спустя благодаря череде удачных выступлений удостоился права защищать честь страны на зимних Олимпийских играх в Инсбруке — в мужском одиночном разряде закрыл здесь двадцатку сильнейших.
После Олимпиады Нурдэйде Йохансен продолжил участвовать в соревнованиях по санному спорту и в течение ещё нескольких лет выступал на турнирах различного уровня. Так, в 1979 году он вновь выиграл национальное первенство Норвегии, хотя на международной арене добиться высоких результатов ему так и не удалось.